# نوتام

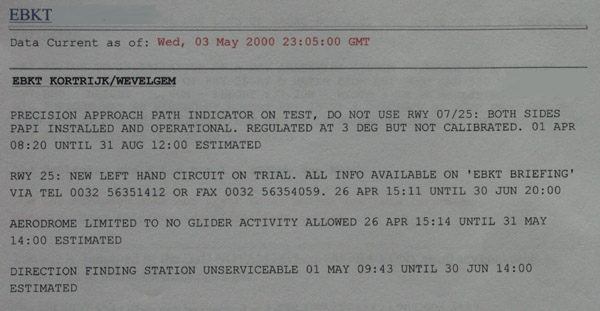
نمونه ای از یک نوتام در سال ۲۰۰۰

نوتام (به انگلیسی: NOTAM؛ مخفف Notice to Airmission یا اخطار به خلبان) نوعی هشدار است که توسط مقامات هوایی به خلبانان داده می‌شود. این هشدار در مورد وجود خطرات بالقوه در طول مسیر پرواز یا در مورد مکانی است که می‌تواند بر ایمنی پرواز تأثیر بگذارد. نوتام‌ها، اخطاریه‌های طبقه‌بندی نشده یا مشاوره‌ای هستند و از طریق ساختار مخابراتی از راه دور ابلاغ می‌شوند. این نوع از اخطاریه‌ها حاوی اطلاعات در مورد بروز تغییرات خاص یا شرایط ویژه در هر یک از مراکز هوانوردی یا سرویس‌ها یا فرایندها یا هر گونه خطر احتمالی، می‌شوند. به صورت خلاصه هر نوع اطلاعی که دانستن به موقع آن می‌تواند برای سرنشینان هواپیما مهم و حیاتی باشد، تحت این اخطاریه‌ها داده می‌شود. نوتام‌ها توسط نهادهای حکومتی و مسئولان فرودگاه تهیه و به اطلاع هواپیماها رسانده می‌شود. این اخطاریه‌ها مطابق ضمیمه پانزدهم معاهده هوانوردی غیرنظامی بین‌المللی تهیه می‌گردند.
تاریخچه
سامانهٔ NOTAM پس از تصویب کنوانسیون شیکاگو در سال ۱۹۴۷ ایجاد شد. از دههٔ ۱۹۵۰ میلادی، این اعلان‌ها به‌صورت استاندارد و با عنوان اختصاری «NOTAM» در ضمیمهٔ ۱۵ سازمان بین‌المللی هوانوردی غیرنظامی (ICAO) تعریف شدند. هدف اصلی، اطلاع‌رسانی سریع دربارهٔ شرایط غیرعادی به خلبانان و کاربران فضای هوایی بود.
در دسامبر ۲۰۲۱، سازمان هوانوردی فدرال آمریکا (FAA) به‌منظور استفاده از زبان فراگیرتر، عنوان «Notice to Air Missions» را به‌جای «Notice to Airmen» معرفی کرد. با این حال، در فوریهٔ ۲۰۲۵ این تصمیم بازبینی شد و اصطلاح سنتی «Notice to Airmen» مجدداً به‌عنوان نام رسمی پذیرفته شد. این تغییر صرفاً در نام‌گذاری بود و در عملکرد فنی سامانه تغییری ایجاد نکرد.

## استفادگی
نوتام‌هاها به دلایل مختلفی صادر می‌شوند (و گزارش می‌شوند) از جمله:
1. خطرات، از جمله نمایش هوایی، پرش با چتر نجات، پرواز بادبادک، لیزر، پرتاب موشک و غیره.
2. پروازهای افراد مهم مانند - سران کشورها (که گاهی شامل محدودیت‌های موقت پرواز، TFR می‌شود)
3. باندهای بسته
4. وسایل کمک ناوبری رادیویی که غیرقابل استفادگی استاند.
5. مانورهای نظامی با محدودیت‌های فضای هوایی
6. چراغ‌های غیرقابل اجرا روی موانع بلند
7. نصب موقت موانع در نزدیکی فرودگاه‌ها (مانند جرثقیل‌ها)
8. عبور دسته‌های پرندگان از فضای هوایی (نوتام در این دسته به عنوان BIRDTAM شناخته می‌شود)
9. اعلان‌های وضعیت باند/تاکسی‌راه/پیستگاه در مورد برف، یخ و آب ایستاده (SNOWTAM - سنوع‌تام)
10. اطلاع از یک تغییر عملیاتی قابل توجه در خاکستر آتشفشانی یا سایر آلودگی‌های گرد و غبار (ASHTAM - اشتاتم)
11. اعلام خطر کدهای نرم‌افزار با وصله‌های مرتبط برای کاهش آسیب پذیری‌های خاص.

مقامات هوانوردی معمولاً NOTAMها را از طریق مدارهای شبکه مخابراتی ثابت هوانوردی (AFTN) مبادله می‌کنند.
نرم‌افزار به خلبانان اجازه می‌دهد تا نوتام‌ها را در نزدیکی مسیر مورد نظر خود یا در مقصد مورد نظر شناسایی کنند. برخی شکایت دارند که حجم و بی‌اهمیت بودن روزافزون نوتام‌ها از کاربرد آنها کاسته است. در شرکت فناوری اطلاعات نیروی هوایی ایالات متحده، C4 NOTAMs (اعلان‌های فرماندهی، کنترل، ارتباطات و رایانه به هوانوردان) اطلاعیه‌های جدید یا به‌روز شده دستورالعمل‌های عملیاتی شبکه نیروی هوایی (AFNOI) هستند. اما، این اعلان‌ها به مدیران رایانه نیروی هوایی هدایت می‌شوند تا به‌روزرسانی‌های امنیتی را نصب کنند یا پیکربندی سیستم‌های رایانه‌ای را تغییر دهند.

### قالب‌ها ایالات متحده آمریکا -
- یک علامت تعجب
- مکان پاسخگویی (با استفاده از شناسه FAA)
- مکان تحت تأثیر (با استفاده از شناسه FAA)
- یکی از کلمات کلیدی زیر

| رمز      | منظور                                                                                 |
| -------- | ------------------------------------------------------------------------------------- |
| RWY      | Runway - باند                                                                         |
| TWY      | Taxiway - راه تاکسی                                                                   |
| RAMP     | Terminal ramp - سطح شیب دار ترمینال                                                   |
| APRON    | Airport apron - صحن فرودگاه                                                           |
| AD       | Aerodrome/Airport - فرودگاه                                                           |
| OBST     | Obstruction - انسداد                                                                  |
| NAV      | Anything relating to navigational equipment - هر چیزی که مربوط به تجهیزات ناوبری باشد |
| COM      | Any other communications, e.g. ATIS - هر روابط دیگر                                   |
| SVC      | وقتی که برج، سوخت، ساعات خدمات گمرکی در دسترس است.                                    |
| AIRSPACE | فضای هوایی اطراف محل تأثیر می‌گذارد.                                                   |
| U        | اطلاعات هوانوردی دیگر، اما تأیید نشده است.                                            |
| O        | اطلاعات هوانوردی دیگر تأیید شده است.                                                  |